# Angelina Homs
Àngels Homs i Bugeras (Barcelona, 27 de maig de 1871 — 1940) va ser una cantant d'òpera catalana. Es va interessar pel cant en la seva adolescència i va haver de dedicar-se professionalment al cant per mantenir la seva família. Va actuar en teatres importants com el Liceu de Barcelona i el Teatre Principal de València i va cantar en òperes com La Bohème, Carmen i Cavalleria rusticana. Va ser considerada com a Musetta oficial de la ciutat de Barcelona i va ser assessorada per la seva mare i altres professionals.